# Chmielograb europejski

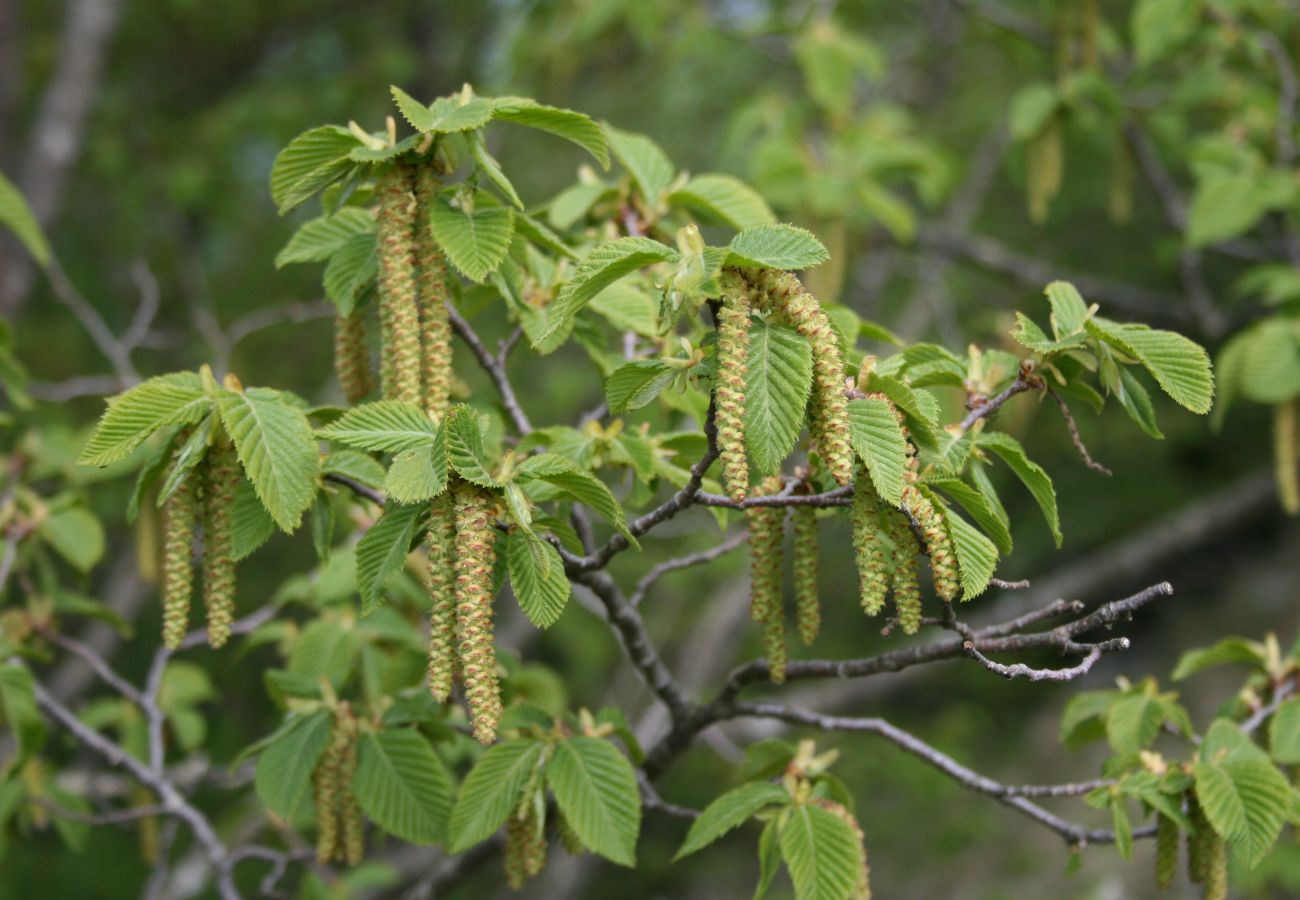
Kotki męskie

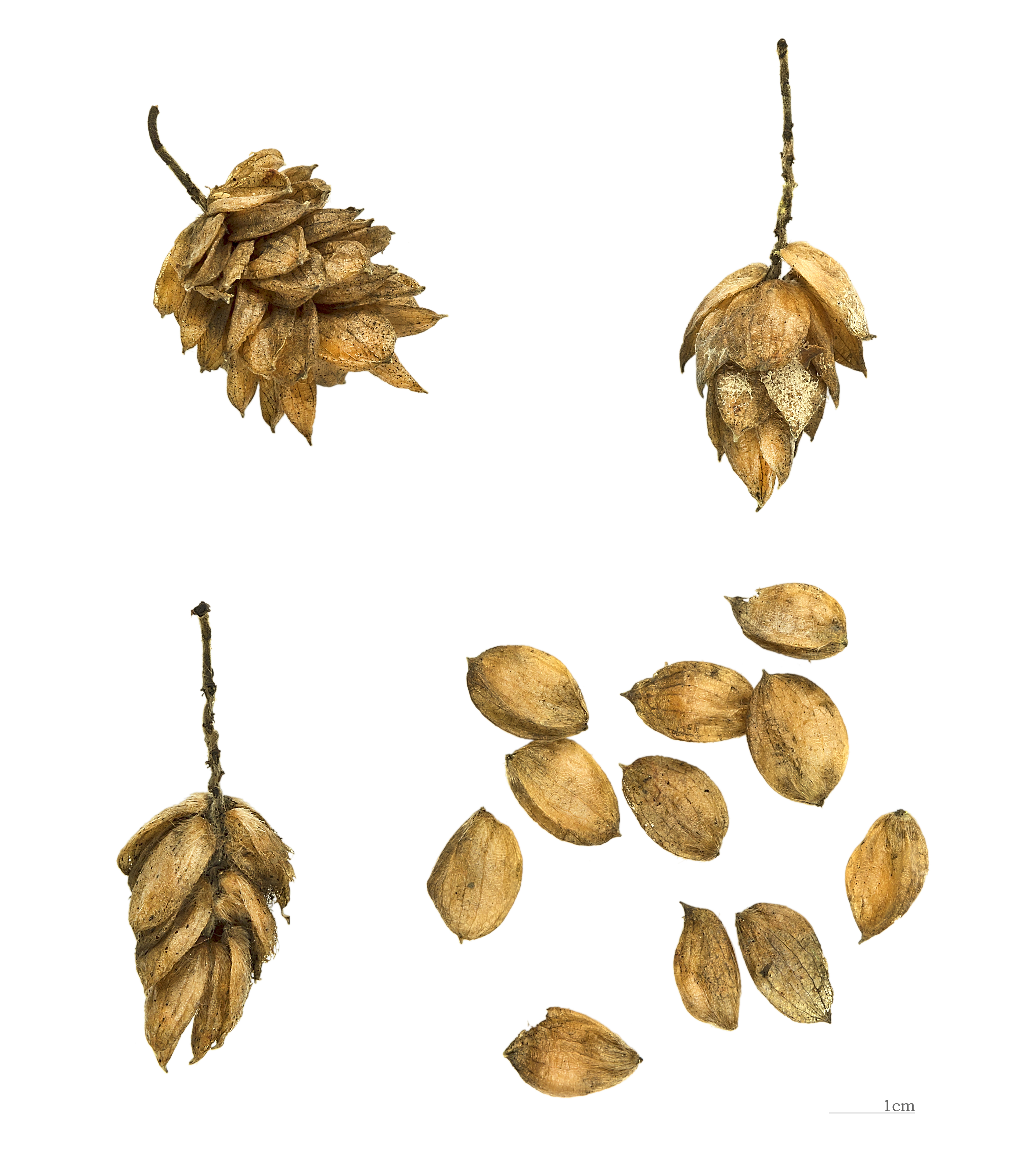
Owoce

Chmielograb europejski, ostria grabolistna (Ostrya carpinifolia Scop.) – gatunek roślin z rodziny brzozowatych w stanie naturalnym występuje w Europie południowej po Alpy i w Azji Mniejszej.

## Morfologia
PokrójDrzewo o wysokości do 20 m. Korona młodych drzew stożkowata, u starszych kulista. Kora początkowo szara i gładka, później ciemnieje, staje się spękana i łuszcząca się.
LiścieSkrętoległe, podłużnie jajowate, podwójnie piłkowane. Podobne do liści grabu, ale bardziej zaostrzone. Wierzch ciemnozielony, spód bledszy, o brzegach pokrytych delikatnymi włoskami.
KwiatyMęskie – kotki żółte o długości do 12 cm. Kwiaty żeńskie niepozorne. Wiatropylne.
OwoceW postaci orzeszków otoczonych woreczkowatą okrywą, owocostany długości 4–6 cm, zebrane są w szyszki podobne do szyszek chmielu. Pojawiają się w połowie lata.
Taksony podobneGrab pospolity

## Zastosowanie
- Sadzone jako drzewo uliczne.
- Drewno bardzo wytrzymałe, na elementy mebli, szpule, narzędzia, części instrumentów muzycznych.